# Grüneck (Tegernseer Berge)
Das Grüneck (auf historischen Karten Grüneck Berg) ist ein 1395 m hoher Berg in den Tegernseer Bergen. Der Berg liegt in der Gemarkung von Kreuth zwischen Leonhardstein und Weißachtal.
Der langgezogene Gipfelgrat ist nur weglos erreichbar, bietet aber direkte Blicke in die Südflanke des Leonhardsteins. Der Zustieg erfolgt am einfachsten über den Sattel zwischen Leonhardstein und Grüneck, der über das Tal des Schwarzenbachs als Bergwanderung erreicht werden kann. Von dort zieht sich eine Pfadspur auf etwa gleicher Höhe westlich um den Berg. Um den Gipfelgrat zu erreichen, muss dieser verlassen werden und die weiteren ca. 200 Höhenmeter erfolgen weglos.

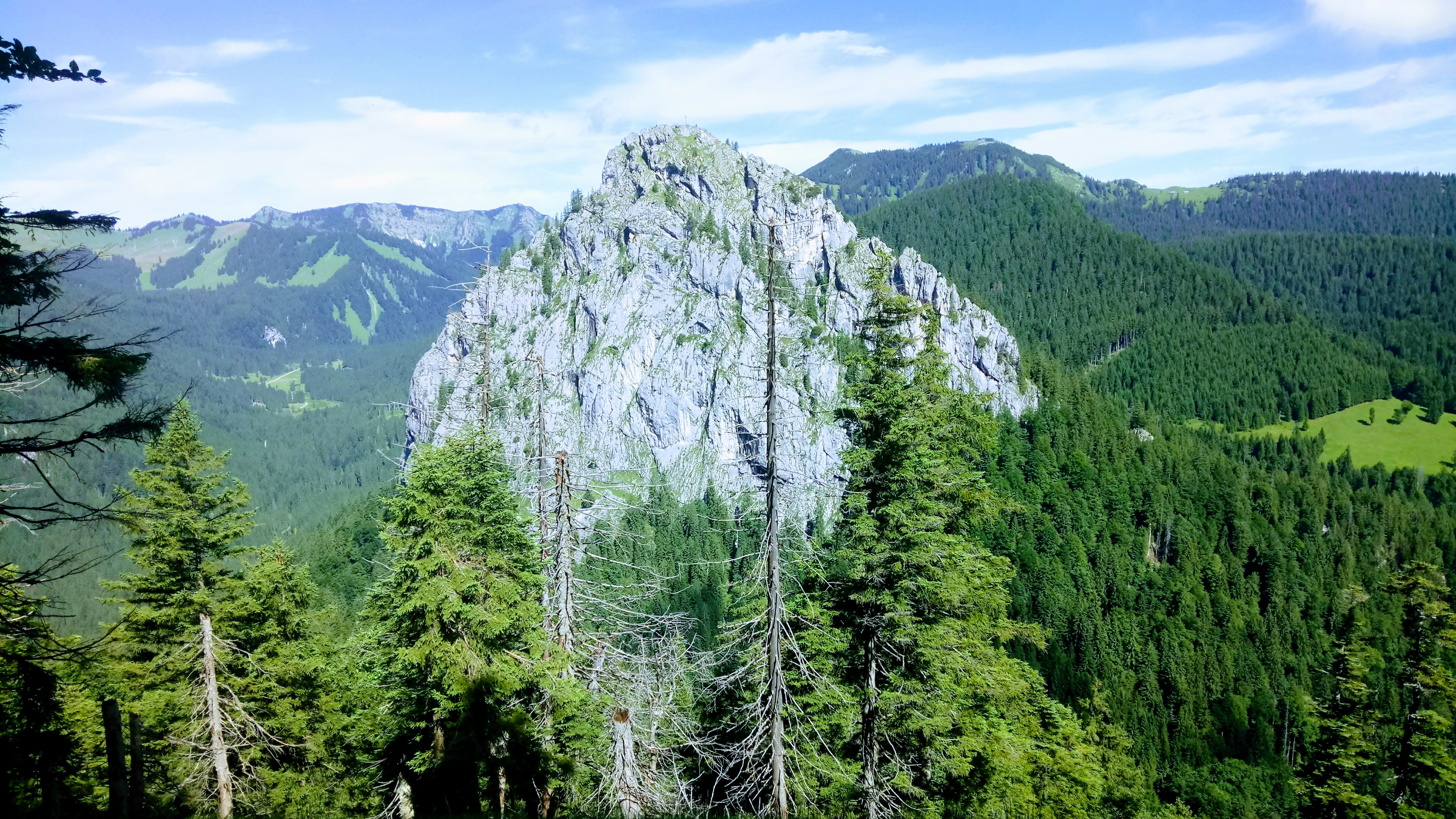
Einblicke in die Südflanke des Leonhardsteins vom Grüneck aus gesehen
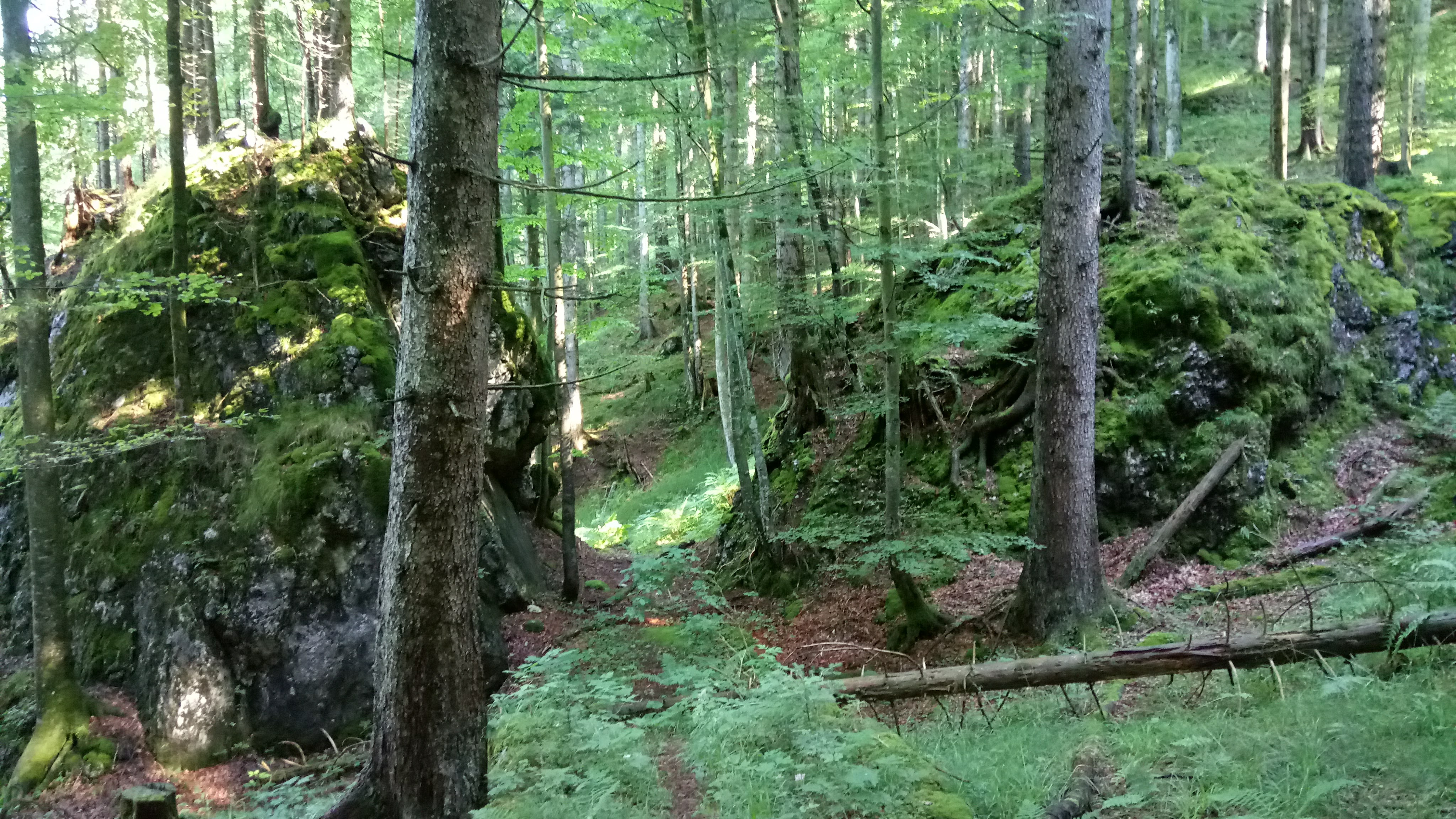
Bewaldete Westseite mit Felsblöcken